# Ado (comida ritual)
Ado ou Adô - é uma comida ritual feita de milho vermelho torrado e moído em moinho e temperado com azeite de dendê e mel, é oferecido principalmente à Orixá Oxum e Ogum.